# Prepona demophaena
Prepona demophaena är en fjärilsart som beskrevs av Jacob Hübner 1819. Prepona demophaena ingår i släktet Prepona och familjen praktfjärilar. Inga underarter finns listade i Catalogue of Life.